# Алтамира-ду-Мараньян

Алтамира-ду-Мараньян на карте штата.

Алтамира-ду-Мараньян (порт. Altamira do Maranhão) — муниципалитет в Бразилии, входит в штат Мараньян. Составная часть мезорегиона Запад штата Мараньян. Входит в экономико-статистический микрорегион Пиндаре. Население составляет 11 063 человека на 2010 год. Занимает площадь 710,582 км². Плотность населения — 15,57 чел./км².

## Демография
Согласно сведениям, собранным в ходе переписи 2010 г. Национальным институтом географии и статистики (IBGE), население муниципалитета составляет:
| Полное население                               | Полное население                               | Полное население                               | Полное население                               | 11 063 |
| ---------------------------------------------- | ---------------------------------------------- | ---------------------------------------------- | ---------------------------------------------- | ------ |
| в том числе:                                   | Городское население                            | 3154                                           | Процент городского населения, %                | 28,51  |
|                                                | Сельское население                             | 7909                                           | Процент сельского населения, %                 | 71,49  |
|                                                | Мужское население                              | 5567                                           | Процент мужского населения, %                  | 50,32  |
|                                                | Женское население                              | 5496                                           | Процент женского населения, %                  | 49,68  |
| Плотность населения, чел/км²                   | Плотность населения, чел/км²                   | Плотность населения, чел/км²                   | Плотность населения, чел/км²                   | 15,57  |
| Население муниципалитета в % к населению штата | Население муниципалитета в % к населению штата | Население муниципалитета в % к населению штата | Население муниципалитета в % к населению штата | 0,17   |

По данным оценки 2016 года, население муниципалитета составляет 11 616 жителей.

## Статистика
- Валовой внутренний продукт на 2003 год составляет 13 420 466,00 реалов (данные: Бразильский институт географии и статистики).
- Валовой внутренний продукт на душу населения на 2003 год составляет 2107,82 реалов (данные: Бразильский институт географии и статистики).
- Индекс развития человеческого потенциала на 2000 год составляет 0,567 (данные: Программа развития ООН).